# 上海市儿童医院
上海市儿童医院与上海交通大学附属儿童医院一个机构两块牌子，共有2個院區。北京路院区位于中国上海市北京西路1400弄24号（原中国内地会总部大楼，曾由上海市第六人民医院使用），泸定路院区位于中国上海市泸定路355号，另外上海市儿童医院在上海市梅川路建有儿童康复中心。上海市儿童医院是一所三级甲等的儿童医院。
医院现有员工1500余人。北京路院区该院占地1.59公顷，建筑面积约为2.5万平方千米，有床位150张。泸定路院区占地面积约2.6公顷，核定床位550张。
该院前身是1937年由富文寿、苏祖斐等人创办的上海难童医院，1953年改为上海市儿童医院，2003年成为上海交通大学附属儿童医院。